# Erdbebengebiete der Erde

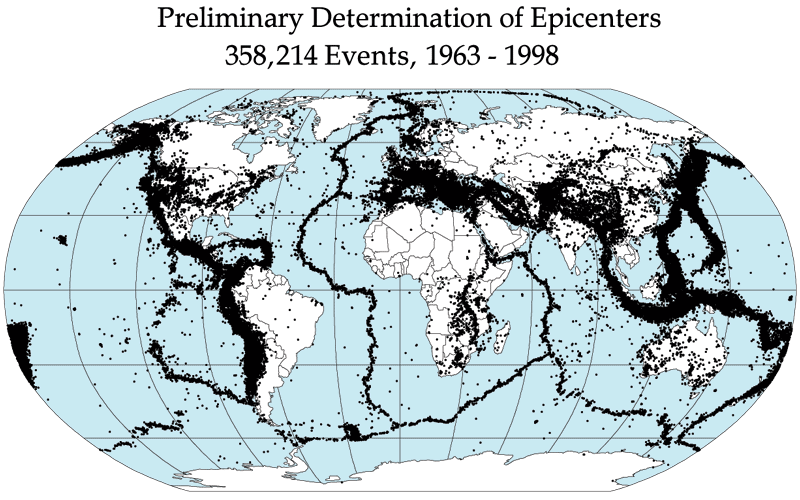
Weltkarte mit 358.214 Epizentren von Erdbeben zwischen 1963 und 1998

Eine Liste der Erdbebengebiete der Erde als Unterartikel von Erdbeben:

## Europa
- Deutschland und angrenzende Gebiete:
  - Kölner Bucht
  - Oberrheingraben
  - Hohenzollerngraben
  - Niederrhein siehe: Erdbebengebiet Kölner Bucht
  - Vogtland
- Alpen:
  - Schweiz siehe Erdbebengebiet Basel
  - Österreich siehe Wiener Becken
  - Frankreich
- Island
- Portugal (siehe: Erdbeben von Lissabon) mit Azoren
- Italien
- Spanien (besonders Andalusien, Murcia und Pyrenäen)
- Balkanhalbinsel
  - Griechenland
  - Adriaküste (Albanien, Montenegro, Bosnien und Herzegowina, Kroatien, Slowenien)
  - Rumänien siehe Vrancea-Zone

## Asien
- Türkei
- Jordangraben (Jordanien, Israel, Syrien, Libanon)
- Kaukasus
  - Georgien
  - Armenien
  - Aserbaidschan
  - Russland (Dagestan, Tschetschenien)
- Iran
- Pakistan
- Afghanistan
- Turkmenistan
- Tadschikistan
- Kirgisistan
- Kasachstan
- Nepal
- Bhutan
- Indien
  - Himalaya
  - Gujarat
  - Andamanen und Nicobaren
- Indonesien
- Osttimor
- Myanmar
- Taiwan
- Volksrepublik China
- Japan (siehe: Erdbeben in Japan)
- Philippinen
- Russland (Kurilen und Kamtchatka)
- Mongolei

## Afrika
- Nordafrika (Marokko, Algerien, Tunesien, Ägypten)
- Dschibuti, Eritrea, Äthiopien
- Ostafrikanisches Rift (Sudan, Kenia, Demokratische Republik Kongo, Tansania, Burundi, Uganda, Ruanda, Malawi, Mosambik)
- Ghana (Accra)

## Australien und Ozeanien
- Neuseeland
- Papua-Neuguinea
- Salomonen
- Vanuatu
- Samoa
- Tonga
- Fidschi

## Amerika
- Vereinigte Staaten
  - Alaska
  - Washington
  - Oregon
  - Kalifornien
  - Nevada
  - Idaho
  - Montana
  - Utah
  - Wyoming
  - Hawaii
  - South Carolina
  - Georgia
  - New-Madrid (Arkansas, Missouri, Illinois, Kentucky, Tennessee)
- Kanada
  - British Columbia
  - Yukon
  - Québec
  - Ontario
- Mexiko
- Mittelamerika (Guatemala, El Salvador, Honduras, Nicaragua, Costa Rica, Panama)
- Große Antillen (unter anderem Kuba, Haiti, Dominikanische Republik)
- Kleine Antillen (unter anderem Trinidad und Tobago, Dominica, Antigua und Barbuda)
- Kolumbien
- Peru
- Ecuador
- Chile
- Bolivien
- Argentinien
- Venezuela